# Séminaire de Qom

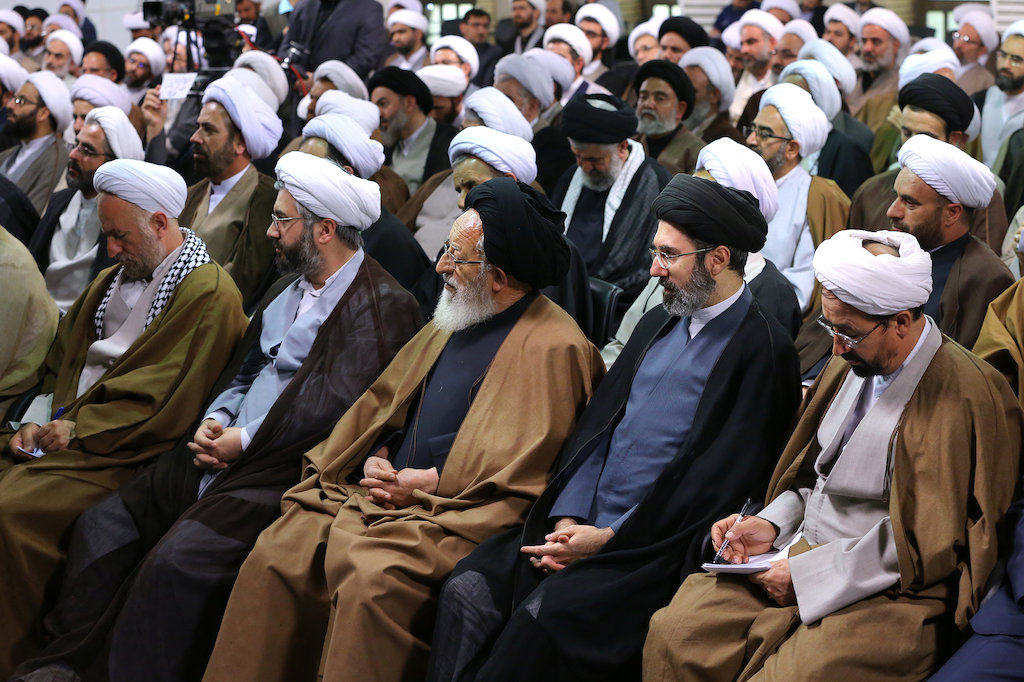
Les membres de l'Association des étudiants et des érudits religieux du séminaire de Qom ont rencontré Ali Khamenei le 15 mars 2016.

Le séminaire de Qom (en persan : حوزه علمیه قم) est l'un des deux plus grand centres d'éducation chiite duodécimain au monde. Le séminaire a été fondé en 1922 par Abdul-Karim Haeri Yazdi. Après la ville de Najaf en Irak, Qom est considéré comme le deuxième plus important centre d'éducation religieuse des Chiites.
Bien que les académies chiites existent à Qom depuis le Xe siècle, la hawza de la ville devint importante à l'époque des Safavides, lorsque l'islam chiite devint la religion officielle de la Perse.
Les professeurs célèbres de cette époque comprenaient Molla Sadra Shirazi et Cheykh Bahai. La hawza de Qom moderne a été revitalisée par Abdul Karim Haeri Yazdi et Seyyed Hossein Tabatabai Borujerdi.